# الصبر جميل (فلم)
الصبر جميل فيلم دراما، غنائي، استعراضي، كوميدي مصري للمخرج نيازي مصطفى عام 1951، عن قصة وحوار بديع خيري، وسيناريو نيازي مصطفى. الفيلم من بطولة محمد الكحلاوي، وشادية، وتحية كاريوكا، ومحمود المليجي، وتدور الأحداث حول عزت ودرية الخطيبان، وما بينهما من الغيرة، والمشاحنات برغم الحب، وتقرر درية فسخ الخطبة مما يثير عزت، ويعقد الأمور.
صدر الفيلم إلى دور العرض في 10 ديسمبر 1951.
منح موقع قاعدة بيانات الأفلام العربية «السينما.كوم» الفيلم درجة 5/ 10.

## طاقم التمثيل
- محمد الكحلاوي: في دور محمد حنفي.
- شادية: في دور درية.
- تحية كاريوكا: في دور الراقصة أسرار.
- محمود المليجي: في دور عزت النصاب.
- محمود شكوكو: في دور كرامله (ابن خالة محمد حنفي).
- عبد الفتاح القصري: في دور حنفي.
- حورية حسن: في دور بطة (الوجه الجديد).
- زينات صدقي: في دور زوبة (وصيفة درية).
- كيتي: في دور الجنية.
- صلاح منصور: في دور المحاسب.

بالاشتراك مع: سعاد أحمد – عبد المنعم إسماعيل – لطفي عبد الحميد – سناء سميح – منير الفنجري – حسن أتلة – سامية رشدي – ميمي عزيز – طوسون معتمد – خيرية خيري.

## أحداث الفيلم
يعمل محمد حنفي (محمد الكحلاوي) في مصنع الشرق الأوسط، ويحب خطيبته بطة (حورية حسن)، ويصادق ابن خالته كرامله (محمود شكوكو)، وفي المساء يعمل هو، وكرامله في كازينو «الهوى والشباب» كمطربين، مع الراقصة أسرار هوايت هورس (تحية كاريوكا). عزت الفنجرى (محمود المليجي) هو مدير مصنع الشرق الأوسط، والوصي على ثروة درية (شادية) صاحبة المصنع، وخطيبته، ولكنه يصادق الراقصة اسرار، ويصرف ببذخ، ويهديها المجوهرات التي يسرقها من خطيبته، كما يهدي بعضها لبطة خطيبة حنفى، ليميل رأسها، وتتمرد على خطيبها، الذي يكسب خمسين قرشاً يومياً، لاتكفيها، وامها (خيرية خيري) إذا تزوجها حنفي، فتفسخ خطبتها له، وتنساق لرغبات عزت فيسلبها شرفها ثم يتخلى عنها. تشاهد درية مجوهراتها ترتديها أسرار فتتشاجر معها بمساعدة خادمتها زوبة (زينات صدقى)، ويقف حنفى في صفها ضد اسرار، وعزت فتقوم اسرار بطرده من الكازينو، ويقوم حنفي بطرده من المصنع. يستمر عزت في خيانة خطيبته درية، التي ترى أنه غير جدير بها، لكنها تضعف أمامه لأنها تحبه، لذلك تنصحها زوبة باللجوء إلى حنفي الذي يساندها دون أدنى إعتبار للقمة عيشه. تقوم درية بتعيين حنفي، وكرامله بمرتب ٥٠ جنيه في الشهر، وشرط جزائي ألف جنيه، كى يمنعها بالقوة من مقابلة عزت، كما يشرف على الخدم وحسابات المنزل التي يسرق منها المحاسب (صلاح منصور)، والطباخ (سيد عبد الله)، ويحاسبهم حنفي، ويمنعهم من سرقة درية. يجد حنفى بالطريق قطة صغيرة ضعيفة تعاني من البرد، فيلتقطها، ويعتنى بها، ويسميها الجميل، ثم يكتشف أن القطة في الحقيقة هي عفريتة جميلة (كيتى فوتراكس)، وعندما تتأزم الأمور تظهر له، وتساعده على عزت، وعصابته رداً لجميله عليها.
يحب حنفي درية، وتحاول درية التخلص من حنفي لأنها تحب عزت، وتتمكن أخيراً من التخلص من حنفى بعد أن تنازل عن الشرط الجزائي. تكتشف درية أن عزت وعد بطة، وأسرار بالزواج، فتقوم بفسخ خطبتها منه، ولكن عزت يهددها بخطاباتها إليه، ويحاول الاعتداء عليها، ولكن حنفي ينقذها بمساعدة العفريتة. تريد بطة ان تنتقم من عزت الذي أضاع شرفها، ورفض الزواج بها، فتطلق النار عليه، ولكنه يصاب إصابة بسيطة، ولكن عزت يثوب إلى رشده، ويخبر الشرطة أنه هو الذي أصاب نفسه بطريق الخطأ، ويصلح علاقته مع بطة، ويتزوجها، بينما يتزوج حنفى من درية.

## أغاني واستعراضات الفيلم
استعراض التنابلة: كلمات جليل البنداري، وألحان محمد الكحلاوي.
جواب يا جميل: كلمات جليل البنداري، وألحان محمد الكحلاوي.
يا طارحين الشبك: كلمات جليل البنداري، وألحان محمد الكحلاوي.
حن الدوم: كلمات عبد الفتاح شلبي، وألحان محمد الكحلاوي.
ولا ياواد: كلمات عبد الفتاح شلبي، وألحان محمد الكحلاوي.
شل: كلمات حسن توفيق، وألحان محمد الكحلاوي.
الحج: كلمات كمال محمد، وألحان محمد الكحلاوي.
سبب الدموع: كلمات كمال محمد، وألحان محمد الكحلاوي.
لا تصيبك عين: كلمات كمال محمد، وألحان محمد الكحلاوي.

## استقبال الفيلم
كتبت نوران جمال من صحيفة اليوم السابع في 20 يوليه 2021، مقالة تحت عنوان "أغانٍ عن الحج لم تنل حظها من الشهرة"، وضمنتها أغنية "الحج" لمحمد الكحلاوي، حيث كتبت: "قدمها الكحلاوى في فيلم "الصبر جميل" عام 1951، والتي يقول في بدايتها: "الأولى آه يا فرحكم يا هناكم.. والثانية آه نور النبى دعاكم.. والثالثة آه بروحى معاكم"، وتناول نفس الأغنية أيضا كتاب "موسوعة الأغنيات في السينما المصرية: إعداد محمود قاسم"، حيث قال: "الذاكرة قد نسيت الكثير من هذه الأغنيات، مثلما ردد الكحلاوي في فيلم "الصبر جميل" لنيازي مصطفى 1951م في أغنية الحج التي كتبها كمال محمد ... أشوف حبيب الله وأقول لعيني آه ... حولك صفوف وألوف يا أبو المقام عالي ... وقلبهم ملهوف يا رب عقبالي".
كتبت علا الإسلام على موقع منتديات ورد الفنون: «تميَّز المنشد محمد الكحلاوي بمواهب متعددة، وقدرات فنية رائعة ...الغناء الديني شكل حوالي نصف إنتاجه الفني حيث لحن أكثر من 600 لحن ديني»، وضرب المثل بنوعية أغاني الكحلاوي بأغنية «الأولة آه يا فرحكم».
احتفى السعيد يس من موقع الوطن بالغناء الديني، وذكر الكحلاوي قائلاً: "جاء فيلم "الصبر جميل" الذي عرض في 10 ديسمبر 1951 الثاني في قائمة الافلام التي تضمنت أغنيات عن الحج، وغنى فيه محمد الكحلاوي من ألحانه أغنية "الحج".
احتفت مجلة الاذاعة والتليفزيون المصرية بمحمد الكحلاوي، حيث كتب محمد العسيري في 31 أغسطس 2019: «أغاني الكحلاوي في منتصف أربعينات القرن الماضى، كانت البذرة التي غرسها في عالم الغناء الصوفى، ورعاها بعد تفرغه التام له مع فنانين آخرين، منهم كمال محمد الذي كتب أغنية» الحج«التي قدمها في فيلم» الصبر جميل«عام 1951».
كتب ثناء الكراس على موقع فيتو في ذكرى رحيل المغنية حورية حسن في 8 يونيو 2021: «أشهر أفلامها فيلم» الصبر جميل«من إخراج نيازي مصطفى عام 1951، وغنت فيه مع الكحلاوى أربع أغنيات منها أغنية من ألحانه وكلمات كمال محمد، واحدة بعنوان» عين الحسود«... كما غنت أغنية قصيرة باسم سيب الدموع ...».
تعجب الناقد محمود قاسم من تكرار نفس الموضوعات في السينما المصرية مراراً وتكراراً: «نحن نقدم الفيلم هنا لنؤكد أن السينما المصرية سارت دوما في حلقات مفرغة، مجوفة بلا معنى، وأن الأسماء الكبيرة التي عرفت بتنوع إنتاجها وغزارته لم تجدد نفسها أبدا، والعمل الأساسي الذي نحن بصدده هو مسرحية أقرب إلى أعمال بومارشيه الذي كتب مسرحية باسم» لعبة الحب والزواج«(مسرحية كوميدية لبيير أوغستين بومارشيه، تم أداؤها عام 1784 واسمها الأصلي»زواج فيجارو") التي رأيناها على الشاشة المصرية مرات عديدة منها "فاطمة وماريكا وراشيل"، وعليه فإن الموضوع الذي طرحه فيلم اليوم يجعلنا نتساءل: هل يستحق أن ننتجه ثلاث مرات على الأقل باعتبار أنه عن اكتشاف الأفلام المجهولة في السينما المصرية ... كيتى، وهى تلعب هنا دور طاقية الاخفاء في أفلام المخرج، كما أنها المعادل لعفريتة هانم ... استخدم المخرج الحيل نفسها التي سبق أن قدمها، حيث يقوم ثلاثة أشخاص بالمرور من خلال الحوائط، وفي مرحلة متقدمة نكتشف أن كاتب السيناريو رجع إلى النص الأجنبي المأخوذ منه فيلمي "قبلنى في الظلام" إخراج محمد عبدالجواد 1959، و"لعبة الحب والجواز" إخراج نيازى مصطفى أيضا عام 1964 ... أفلام تحسب لتاريخنا يضم التواريخ الفنية لكبار مخرجينا وعلى رأسهم "نيازي مصطفى«الأطول عمراً في العطاء، ونجومنا ومنهم شادية وتحية كاريوكا ومحمود المليجى، وقد دفعني الأمر أن أفكر في عمل كتاب جديد حول الأفلام المصرية التي تكرر إنتاجها أكثر من مرة وتوصلت إلى مائة وعشرين مصدراً على الأقل، بعضها تم عمله ست مرات مثل الأفلام المأخوذة عن»روميو وجولييت"، و"الكونت دى مونت كريستو" و"غادة الكاميليا «، ولك أن تتصور النسبة المئوية التي تمثلها هذه الأفلام من مجموع حصاد أفلامنا، التي تحمل هويتنا مهما كانت قيمتها الفنية».

## روابط خارجية
- الصبر جميل على موقع IMDb (الإنجليزية)
- الصبر جميل على موقع الدهليز
- الصبر جميل على موقع قاعدة بيانات الأفلام العربية
- الصبر جميل على موقع قاعدة بيانات الفيلم (الإنجليزية)
- الصبر جميل على موقع ليتربوكسد (الإنجليزية)